# Elspeth Hay
Elspeth Hay (Reino Unido, 24 de abril de 1930) fue una atleta británica especializada en la prueba de 4 × 100 m, en la que consiguió ser campeona europea en 1950.

## Carrera deportiva
En el Campeonato Europeo de Atletismo de 1950 ganó la medalla de oro en los relevos de 4x100 metros, llegando a meta en un tiempo de 47.4 segundos, superando a Países Bajos y la Unión Soviética (bronce).